# Buchanania barberi
Buchanania barberi là một loài thực vật thuộc họ Anacardiaceae. Đây là loài đặc hữu của Ấn Độ. Chúng hiện đang bị đe dọa vì mất nơi sống.